# 인디안밥 (벌칙)
인디언밥은 대한민국의 벌칙 중 하나로, 주로 학창 시절에 벌칙자의 등을 두드리는 방식으로 진행되었다.